# 五家街道
五家街道，是中华人民共和国黑龙江省哈尔滨市双城区下辖的一个街道办事处，位于松嫩平原南部。
2015年3月撤销五家镇，设立五家街道。

## 行政区划
五家街道下辖以下地区：
第一社区、第二社区、五家村、民安村、民和村、民富村、民康村、民生村、暖泉村、双井村、解放村和新丰村。

## 交通
京哈铁路：五家站